# 마세촌
마세촌(真瀬村)은 이바라키현 쓰쿠바군에 존재했던 촌이다. 현재의 이바라키현 쓰쿠바시 서남부, 조소시 일부에 해당한다.

## 역사
- 1889년 4월 1일 - 정촌제 시행에 수반해 쓰쿠바군 마세촌이 성립하였다.
- 1955년 4월 1일 - 쓰쿠바군 야타베정, 오노가와촌, 시마나촌과 합병해, 야타베정이 성립하여, 동일 시마나촌은 폐지되었다.
- 1987년 11월 30일 - 야타베정이 도요사토정, 오호정 및 니하리군 사쿠라촌과 합병해 쓰쿠바시가 성립하였다.

## 참고문헌
- 角川日本地名大辞典 8 茨城県